# Припливний хвіст

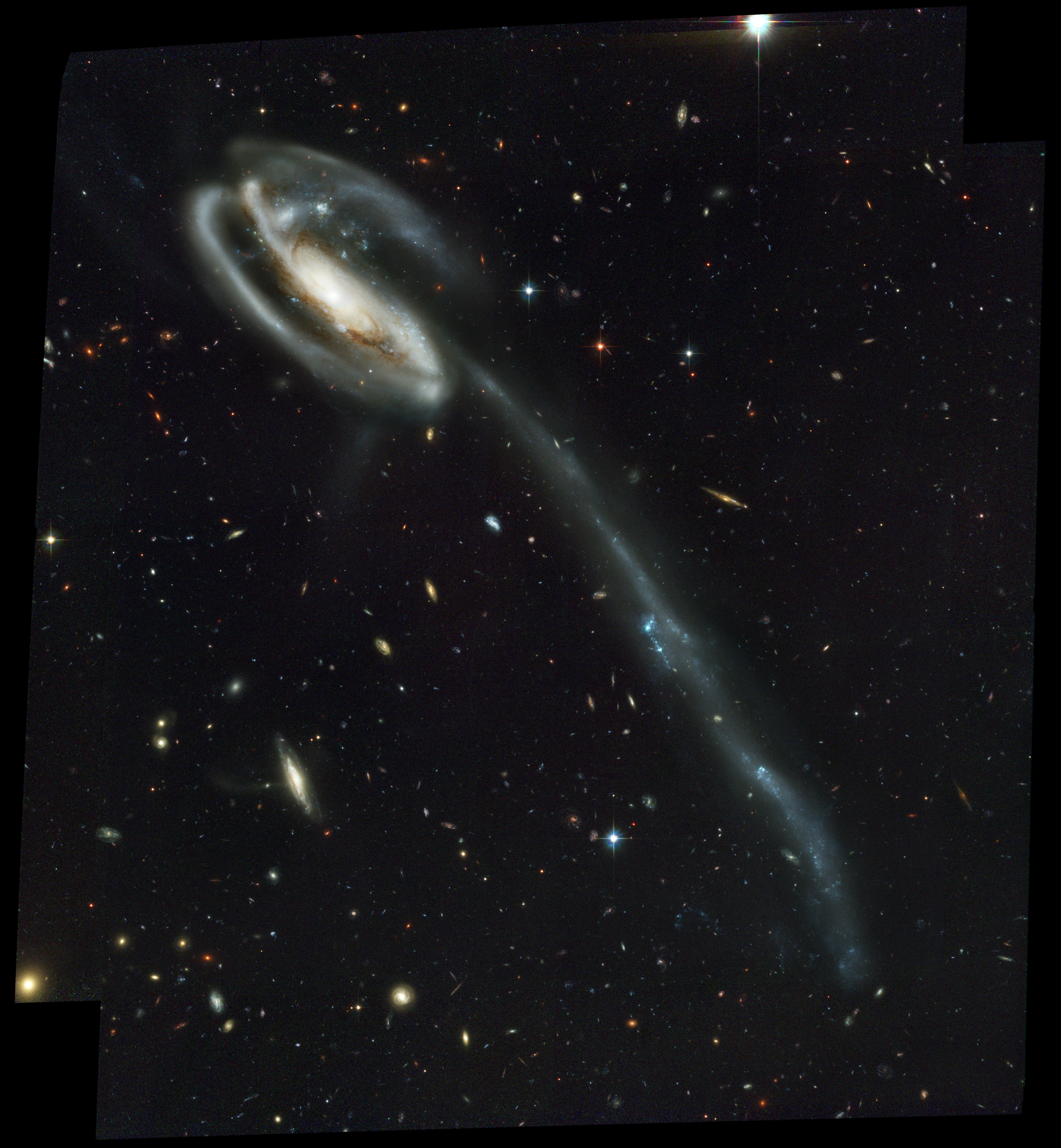
Галактика Пуголовок

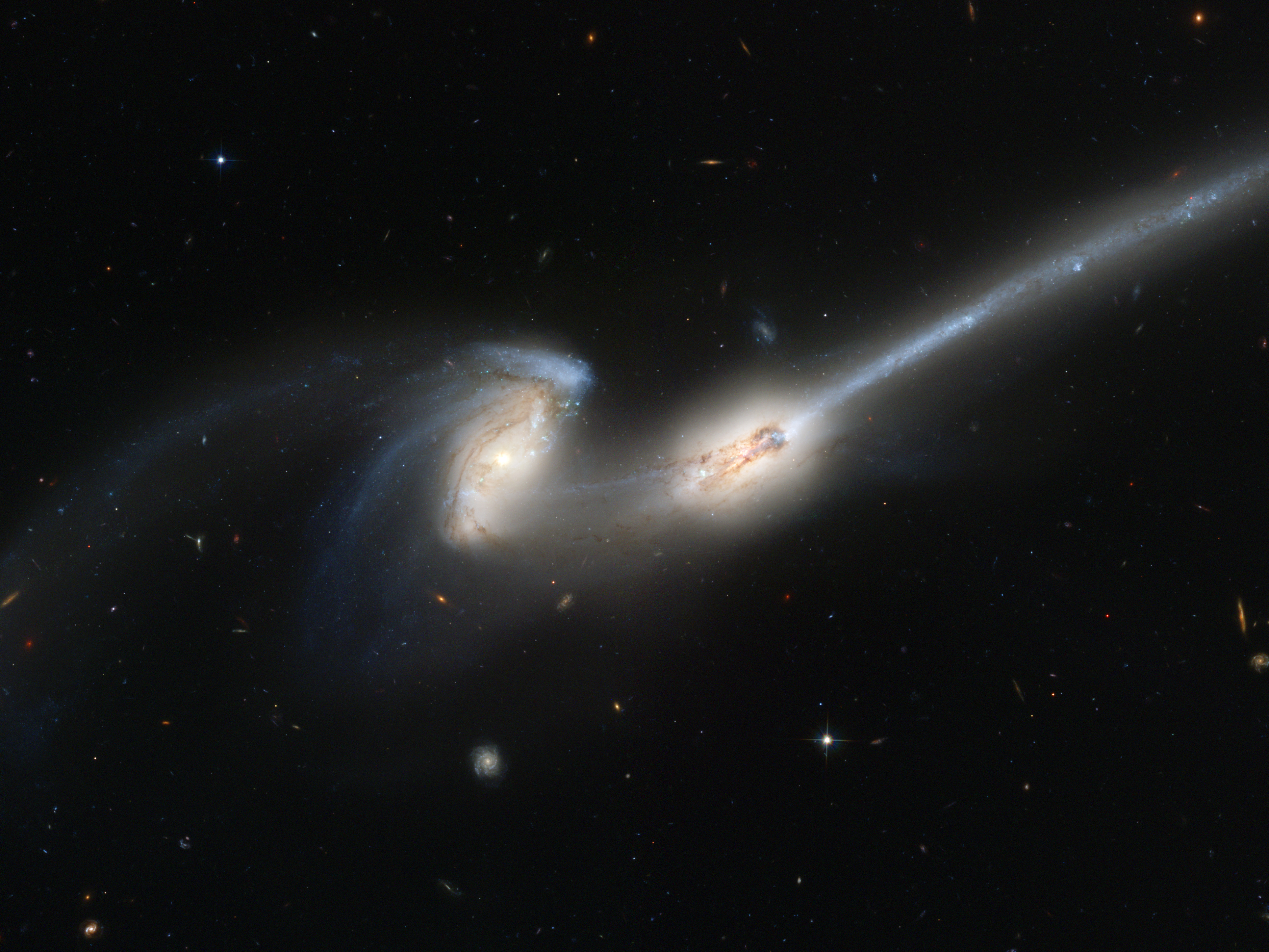
Галактики Мишки

Припливний хвіст — тонка, витягнута область із зір і міжзоряного газу, яка простягається з галактики в навколишній простір. Припливні хвости виникають під дією припливних сил, які справляють одна на одну взаємодіючі галактики. Прикладами галактик з припливними хвостами є галактика Пуголовок і галактики Мишки. Припливні сили можуть витягти значну кількість галактичного газу у припливний хвіст; в галактиці Антени, наприклад, майже половина спостережуваної газоподібної речовини міститься у хвостових структурах. У галактиках, які мають припливні хвости, близько 10 % зореутворення відбувається у хвості. У відомому Всесвіті, приблизно 1 % всього зореутворення припадає на припливні хвости.
Деякі пари взаємодіючих галактик мають два різні хвости, як наприклад у галактиці Антени, тоді як інші системи мають лише один хвіст. Більшість припливних хвостів трохи вигнуті через обертання галактик. Хвости, які візуально здаються прямими, насправді можуть бути вигнутими хвостами, спостережуваними з ребра.

## Історія
Припливні хвости вперше були досліджені Фріцем Цвіккі в 1953 році. Однак кілька астрофізиків висловили сумніви, що хвости можуть виникати тільки внаслідок припливних сил, у цьому сумнівався і сам Цвіккі. Борис Воронцов-Вельяминов стверджував, що хвости бувають надто тонкими і надто довгими (іноді до 100 000 пк), щоб вони могли утворитися лише дією припливних сил. Однак в 1972 році Алар Тоомре довів, що хвости утворюються саме під дією припливних сил.